# 藤田晃之
藤田 晃之（ふじた てるゆき、1963年 - ）は、日本の教育学者、筑波大学教授。

## 来歴
茨城県出身。1988年筑波大学第二学群人間学類 (教育学) 卒業、1993年同大学大学院博士課程教育学研究科単位取得退学、中央学院大学商学部講師、助教授、1995年「キャリア開発教育の観点からみた戦後中学校教育制度の展開」で筑波大教育学博士。1998年筑波大学教育学系講師となり、助教授、2007年准教授、2013年教授となる。
ほかに、2008年文部科学省国立教育政策研究所生徒指導・進路指導研究センター総括研究官、同省初等中等教育局児童生徒課生徒指導調査官(キャリア教育担当)、教育課程課教科調査官(特別活動担当)。

## 著書
- 『キャリア開発教育制度研究序説 戦後日本における中学校教育の分析』教育開発研究所 1997
- 『新しいスタイルの学校 制度改革の現状と課題』数研出版 2006
- 『キャリア教育基礎論 正しい理解と実践のために』実業之日本社 2014

### 共編著・監修
- 『教育データブック 教育の全体像が見えてくる 2000-2001』清水一彦,赤尾勝己, 新井浅浩, 伊藤稔,佐藤晴雄, 八尾坂修共著 時事通信社 2000
- 『教師をダメにするカウンセリング依存症 学級の子どもを一番よく知っているのは担任だ!』吉田武男共編著 明治図書出版 2007
- 『キャリア教育の系譜と展開 教育再生のためのグランド・レビュー』仙崎武,三村隆男, 鹿嶋研之助, 池場望,下村英雄共編著 雇用問題研究会 2008
- 『講座日本の高校教育』清水一彦監修 高校教育研究会共編著 学事出版 2008
- 『キャリア教育文献資料集 学校から職業への移行』全20巻　小杉礼子共監修 日本図書センター 2009-2010
- 『キャリア教育リーダーのための図説キャリア教育』仙崎武,池場望,下村英雄,三村隆男,宮崎冴子共編著 雇用問題研究会 2010
- 『海外の教育改革 人間発達科学プログラム』坂野慎二共編著 放送大学教育振興会 2015

### 翻訳
- Kenneth B.Hoyt 編著『キャリア教育 歴史と未来』仙崎武,三村隆男, 下村英雄共訳 雇用問題研究会 2005

## 論文
- ＜藤田晃之